# المهرجان الدولي بالحمامات
المهرجان الدولي بالحمامات هو تظاهر ثقافية وفنية تقام في المركز الثقافي الدولي بالحمامات خلال شهري جويلية/تموز وأوت/آب من كل سنة.
- انعقدت الدورة الأولى منه في صائفة عام 1966. ويعتبر ثاني أهم مهرجان ثقافي تونسي بعد مهرجان قرطاج الدولي.